# Núria Pradas

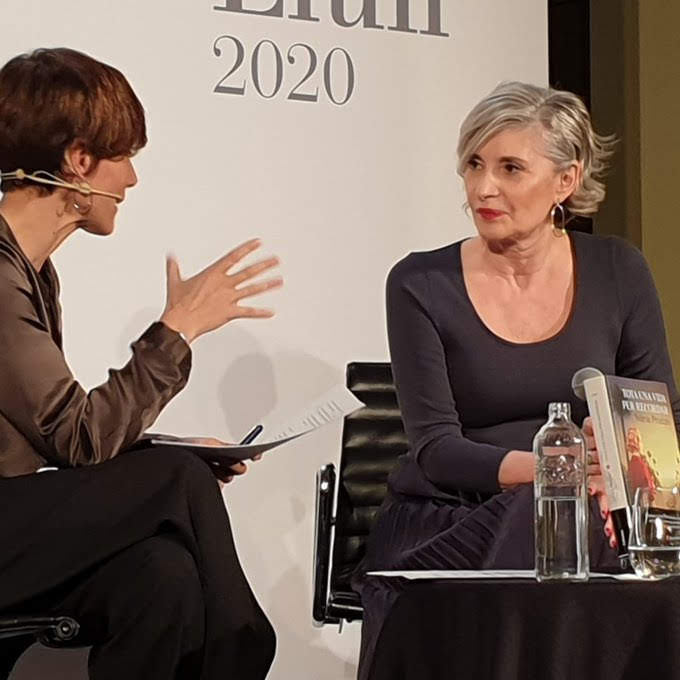
Premio Ramon Llull, 2020

Núria Pradas i Andreu (Barcelona, 1 de septiembre de 1954) es filóloga y escritora. Empezó su carrera literaria en el ámbito de la  literatura infantil y juvenil. Actualmente,  es autora de una extensa producción literaria tanto en este campo como en la narrativa para adultos.

## Biografía
Nació en el barrio barcelonés de  Poble Nou. Su afición a la lectura la llevó a estudiar Filología Catalana en  la Universidad de Barcelona, licenciándose  en 1980.  En seguida empezó a trabajar como profesora de Lengua y Literatura catalana.
Fue en Sant Feliu de Llobregat, donde residió bastante tiempo, donde inició su andadura dentro del teatro amateur, concretamente en la compañía  Enric Borràs, lo que le sirvió como experiencia para posteriormente dirigir grupos de teatro juveniles y también para escribir sus propias obras teatrales. Ha colaborado también con en el grupo de teatro L'Ull de Bou de Sant Esteve Sesroviras.
Del teatro pasó a la narrativa y en 1995 publicó su primer libro, Sol d'hivern, con el que se inició en la literatura infantil y juvenil. En 2012, le fue concedido el Premio Carlemany por Sota el mateix cel.  En 2014 publicó su primera novela para adultos, La Noia de la Biblioteca, a la que siguieron  Somnis a mida (2016), traducida a más de diez idiomas,  y L'aroma del temps (2018).
En 2020 ganó el Premio Ramon Llull con Tota una vida per recordar (Toda una vida para recordar), novela ambientada en Estados Unidos durante la década de 1930 y centrada en el mundo de los dibujos animados.
Entre sus últimas novelas juveniles cabe destacar Ella  (2020) y El cant del cigne (2022). Su última novela para un público adulto es La vida secreta de Sylvia Nolan (Ed. Destino, 2022)

## Premios
- Premio Ferran Canyameres por Parella de Dames (1996)[5]
- Premio Carmesina por La Princesa Pomèlia (1998)
- Premio Ciutat d'Olot por A carn, a carn! (2002)
- Premio Agna Canalies Mestres (2009)
- Premio Carlemany (2012)
- Premio Ramon Llull por Tota una vida per recordar (2020)

## Obras

### Literatura infantil y juvenil
- 1995: Sol d'hivern, Ed. Baula
- 1995: Lior, Ed. Cruïlla[6]
- 1995: L'extraordinària píndola rosa, Ed. Cruïlla
- 1996: La batalla de la sopa, Ed. Baula
- 1996: Un estiu amb l'Anna, Ed. Cruïlla

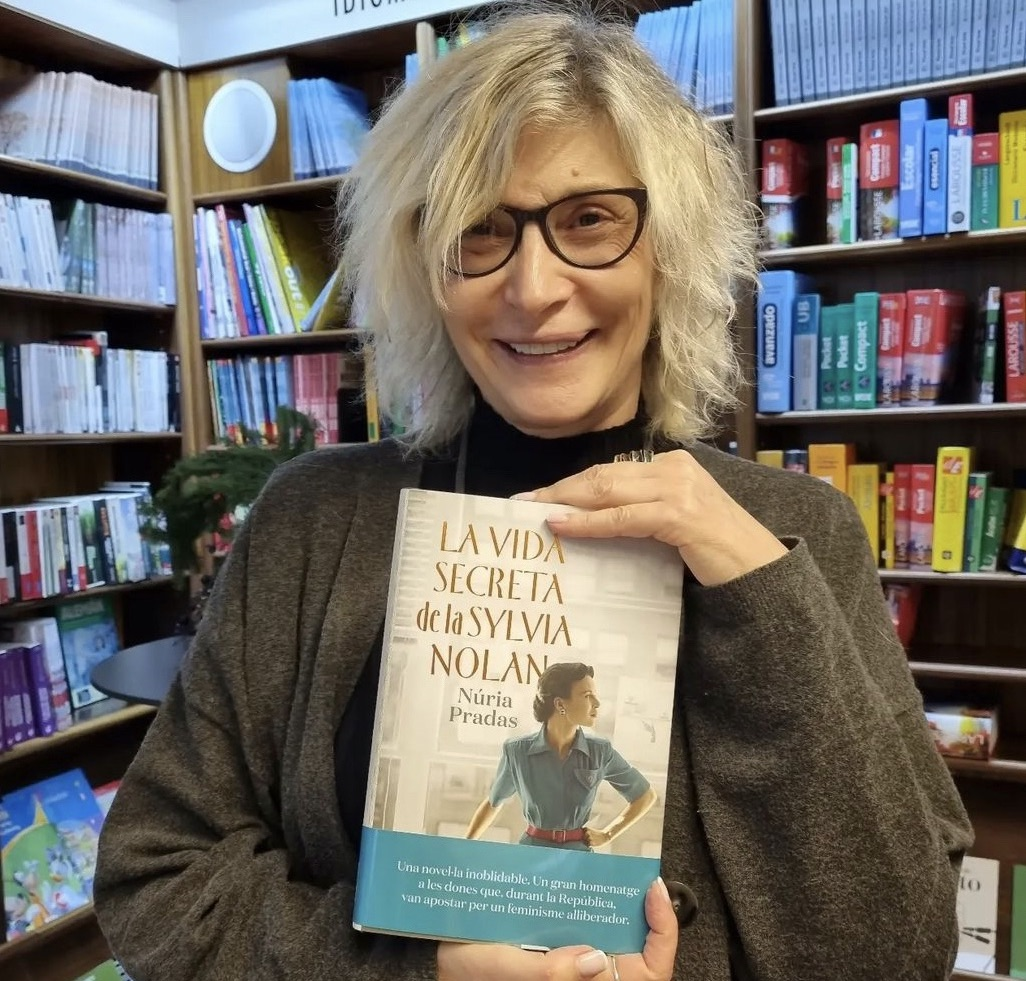

- 1996: Posa una tieta Adela a la teva vida, Ed. Baula
- 1996: Parella de dames, Ed. Baula
- 1997: Algú ha vist en Puck?, Ed. Cruïlla
- 1998: Simfonia per a un segrest, Ed. Alfaguara
- 1998: La vareta Boja, Ed. Cruïlla
- 1998: La princesa Pomèlia, Ed. del Bullent
- 1998: La tieta Adela del Nil, Ed. Baula
- 1999: Laura, Ed. Cruïlla
- 1999: Els iungs, Ed. La Galera
- 1999: Ai, Antonia o t'has ficat?, Ed. Baula
- 2000: L'IJ a la recerca de la iaia perduda, Ed. Alfaguara
- 2000: Diaris de campaments, Ed. Casals
- 2000: L'Intrús, Ed. Cruïlla
- 2001: Embolic al món del no-res, Ed. La Galera
- 2002: La serpent de plomes, Ed. Cruïlla
- 2002: La tieta Adela a Nova York, Ed. Baula
- 2002: A carn, a carn!, Ed. La Galera
- 2003: La Pipa ha perdut la son, Ed. Cruïlla
- 2004: L'últim refugi, Ed. Alfaguara
- 2005: Això no mola, Escarola!, Ed. Barcanova
- 2005: Curs per a joves detectius, Ed. La Galera
- 2005: Curs per a joves genets de dracs, Ed. La Galera
- 2005: Manhattan, Ed. Baula
- 2006: Curs per a joves patges reials, Ed. La Galera
- 2006: Misteri al carrer de les Glicines, Ed. Bambú
- 2006: La tieta Adela a Sevilla, Ed. Baula
- 2006: Curs per a joves fades bones, Ed. La Galera
- 2006: Una nit de reis boja, Ed. La Galera
- 2007: Quina família!, Ed. La Galera
- 2008: Postals en sèpia, Ed. Planeta
- 2009: Paraules figurades, Ed. Barcanova. Col. “Mots Vius”
- 2009: Els secrets de la vida, Ara Editorial
- 2010: La bruixeta Encantada i l'escombra Primmirada, Ed. Alfaguara
- 2010: Sant Jordi i el drac, Ed. Barcanova, Col. El Petit Univers
- 2010: Heka, un viatge màgic a Egipte. Ed. Bambú
- 2010: La colla de les mofetes, Ed. Barcanova
- 2011: Raidho, Ed. Bambú
- 2011: La tieta Adela a Venècia, Ed. Baula
- 2011: Lulú Pecas: Un secreto secretísimo, Ed. Medialive
- 2011: Lulú Pecas: Aventura en el colegio, Ed. Medialive
- 2011: Lulú Pecas: Lulú y su superequipo, Ed. Medialive
- 2011: Lulú Pecas: Un cumpleaños muy molón, Ed. Medialive
- 2012: Lulú se pone estupenda, Ed. Medialive
- 2012. Koknom, Ed. Bambú
- 2014: Els desastrosos encanteris de la bruixa Serafina, Ed. Bambú
- 2014: Abril és nom de Primavera, Ed. Animallibres
- 2014: Felipe Qué Flipe y el Supermóvil, Ed. RBA
- 2014: Felipe qué Flipe en tierra de dinosaurios, Ed. RBA
- 2014: Black soul, Ed. Bambú
- 2016: La filla de l'argenter, Ed. Animallibres
- 2020: Ella, ed. Bambú
- 2022: El cant del cigne, ed. Bambú

### Literaturacrossover(para todos los públicos)
- 2012: El perfum de les llimones, Món Abacus
- 2013: Sota el mateix cel, Ed. Columna
- 2014: Nebbia, Ed. Bromera
- 2020: La marca del lleó, Ed. Fanbooks (coescrito con Glòria Sabaté).

### Novela
- 2014: La noia de la biblioteca, Ed. Columna
- 2016: Somnis a mida, Ed. Columna.
- 2017: La pintora del barret de palla, Ed. Edafós
- 2017: L'aroma del temps
- 2020: Tota una vida per recordar
- 2022: La vida secreta de la Sylvia Nolao
- 2025: Apreciada señora Christie

### Traductora
- 2009: Ferotge, el Cavernícola, Ed. La Galera (traducción del francés)
- 2011: Dani Bocafoc (1 i 2), Ed. La Galera (traducción del español)
- 2012: Vordak, L'Ultramalvat, Ed. La Galera (traducción del español)
- 2012: L'inspector Gadget, Ed. La Galera
- 2012: Johnny Test, Ed. La Galera

### Adaptadora a Lectura Fácil
Para la editorial Castellnou ha adaptado los siguientes clásicos literarios a lectura fácil:
- El libro de la Selva
- Dràcula
- El gos dels Baskerville
- Orgullo y perjuicio
- Grandes esperanzas